# رباط پایان
رباط پایان (به لاتین: Robat-e Payan) یک منطقهٔ مسکونی در افغانستان است که در ولایت بدخشان واقع شده‌است.